# Scicli
Scicli es un municipio italiano de 25 971 habitantes de la provincia de Ragusa, en el sudeste de Sicilia. La localidad, ubicada a 25 kilómetros de Ragusa y a 308 kilómetros de Palermo, fue designada Patrimonio de la humanidad por la Unesco junto con otras siete ciudades del Val di Noto. Se encuentra a una altitud de 108 metros sobre el nivel del mar.

## Historia
Los asentamientos del área de Scicli datan de la Edad del Bronce (3000 años a. C.). Scicli fue fundada por los siculi, de donde probablemente deriva su nombre alrededor del año 300 a. C. En la Edad Media, al igual que el resto de Sicilia, fue gobernada por los árabes, y luego por los normandos. Continuando las varias dinastías que gobernaron al Reino de Sicilia, fue una posesión española antes de integrarse al Reino de Italia a mediados del siglo XIX. 
Luego del catastrófico terremoto de 1693, casi toda la ciudad fue reconstruida en el estilo barroco siciliano, que todavía le da la elegante apariencia que atrae al turismo.

## Demografía
| Gráfica de evolución demográfica de Scicli entre 1861 y 2001 |
|                                                              |
| Fuente ISTAT - Elaboración gráfica por parte de Wikipedia    |

## Principales atractivos
Scicli forma parte del lugar Patrimonio de la Humanidad declarado por la Unesco en 2002 denominado «Ciudades del barroco tardío de Val di Noto», en concreto con el código 1024-008. 

### Arquitectura religiosa
- La iglesia de Santa Marìa la Nova, con su enorme fachada. Su interior neoclásico tiene tres naves y un amplio ábside cuadrangular obra de Venanzio Marvuglia; es fruto de la reconstrucción de la iglesia en el siglo XIX. Alberga una estatua de la Madonna della Pietà o Virgen de los Dolores, tallada en madera de ciprés, probabablemente de origen bizantino. De orígenes antiquísimos, desde el año 1994 es sede del Santuario di Maria SS. della Pietà.
- La iglesia madre de San Ignacio (Chiesa di Sant'Ignazio): alberga la venerada imagen de la  Madonna dei Milìci. Data de la primera mitad del siglo XVIII; es la iglesia madre de la ciudad desde 1874, año de la transferencia de esta categoría de iglesia madre de la basílica de San Mateo.
- La escenográfica iglesia de San Bartolomé (Chiesa di San Bartolomeo Apostolo) en estilo barroco: escenográficamente inserta en la cava homónima. La fachada en torre de principios del siglo XIX retoma elementos ya desarrollados en Ragusa por Rosario Gagliardi (Catedral de San Jorge -S. Giorgio-) y por Alberto Maria San Giovanni Battista (iglesia de San José -S. Giuseppe-) ambos en Ragusa Ibla. El interior es de una sola nave en cruz griega y se presenta sustancialmente del barroco tardío; custodia un espectacular ciclo de estucos de los siglos XVIII y XIX.
- Iglesia de San Mateo (Chiesa di San Matteo): Símbolo de Scicli e iglesia madre hasta 1874, está ubicada sobre la colina de San Matteo, lugar donde se encontraba la ciudad vieja.
- Convento del Rosario, sobre la colina homónima.
- Convento e iglesia del Carmine: es el ejemplo de arquitectura religiosa de la ciudad con mayor homogeneidad estilística entre los componentes arquitectónicos, escultóricos y pictóricos. Todo contribuye a crear una estática atmósfera rococó: los blancos estucos atribuidos al estucador palermitano Gianforma, alumno de Serpotta, la luminosidad del interior y los numerosos lienzos.
- Iglesia de Santa María de la Consolación (Chiesa di Maria SS della Consolazione): su estructura actual resistió al terremoto de 1693 y se remonta a alrededor del año 1600; el ábside, la cupulilla y los ambientes adyacentes (Sala Capitular, Sacristía) fueron reconstruidos posteriormente según un estilo pomposamente rococó; destaca la pavimentación con teselas de mármol del presbiterio, además del fastuoso órgano del siglo XVIII y los asientos de madera del siglo XIX.
- Convento della Croce: de orígenes tardomedievales, custodia entre sus viejos muros dos antiguos claustros porticados; el interior de la iglesia, reformado en el siglo XVIII con un ciclo de estucos blancos, conserva aún numerosas lápidas y sepulcros medievales. La fachada sobria y elegante, está embellecida por un portal con arquivoltas de gótico aragonés, con tres blasones (el de la Universidad de Scicli (la Comuna), el de los Enríquez y el de los Cabrera) y de una porción de cornisa que pertenecía al rosetón.
- Iglesia de San José (Chiesa di San Giuseppe): se encuentra en el barrio homónimo. el interior es del siglo XVIII y custodia dos destacadas esculturas: la estatua en madera de San José, cubierta por láminas de plata y la de Santa Agripina del siglo XV.
- Convento de los Capuchinos (dei Cappuccini): El complejo se extiende entre las laderas de la rocosa colina della Croce y la altura arcillosa della Bastita. El convento fue construido anejo a aquella que era la iglesia de Santa Agripina (chiesa di S. Agrippina). El culto de la santa se transfirió después a la iglesia de San José donde aún permanece su estatua.
- Iglesia de Santa Teresa (Chiesa di Santa Teresa): la fachada revela influencias aún ligadas a la tradición arquitectónica anterior al terremoto de 1693. El interior, en estilo barroco tardío, es uno de los más ricos de la provincia por los estucos, los lienzos, las esculturas, la pavimentación con teselas blancas y negras.
- Iglesia de San Miguel (Chiesa di San Michele)
- Iglesia de San Juan Evangelista (Chiesa di San Giovanni Evangelista): la fachada cóncavo-convexa con tres órdenes revela influencias de Borromini (S. Carlo alle Quattro Fontane de Roma). El interior con planta elíptica cubierta por una cúpula (los ventanales se abren directamente sobre la importa de la cúpula) está precedida por un nártex interior y está cerrada por un ábside. Los estucos y las decoraciones del interior son del siglo XIX.

### Arquitectura civil
- El Palazzo comunal, con decoración barroca.
- El Palazzo Beneventano fue definido por Sir Anthony Blunt como el más bello de Sicilia, («de un color amarillo-oro claro que al sol adquiere una indescriptible opulencia»). Lo adornan característicos mascarones «irreverentes».
- El Palazzo Spadaro, por su parte, queda sobre la sorprendente via F. Mormino Penna; es una de las sedes institucionales del municipio. Representa la prueba tangible del progresivo cambio de gusto de la pomposa y escenográfica poética del barroco tardío a una rocalla refinada: la perspectiva es ligeramente curvada y sigue la traza aún medieval del antiguo Corso (via Francesco Mormino Penna) y dialoga de manera directa con la otra protagonista de esta sección del corso, la iglesia de San Miguel Arcángel. Los interiores, tanto en el plano arquitectónico como en el puramente decorativo corresponden a reformas del siglo XIX. Se puede visitar y es sede de numerosas exposiciones temporales.
- El Palazzo Fava es uno de los primeros y más monumentales palacios barrocos de la ciudad. Representa el enlace entre el escenario natural de la cava de S. Bartolomeo y la fuga perspectiva sobre el paisaje antropizado de la plaza de Italia y Corso Garibaldi. Destaca su decoración tardobarroca en el portal principal y de los balcones sobre la plaza de Italia, pero alcanza su rasgo más destacado en el balcón sobre la via san Bartolomeo adornado por grifos, monstruos de ascendencia medieval y manierística y variadas cabezas de moro.

## Cultura
La ciudad es frecuentemente utilizada como set de filmación; una de las últimas producciones allí realizadas es Il regista dei matrimoni, dirigida por Marco Bellocchio, y también es popular en Italia por ser el hogar del Comisario Montalbano, personaje principal de la serie televisiva homónima difundida por la RAI.
También son notables sus procesiones religiosas, incluyendo pesebres construidos en grutas que rodean la ciudad en tiempo de Navidad. Estas grutas conocidas bajo el nombre de Chiafura fueron antiguamente cavadas en los acantilados, y algunas han sido habitadas hasta épocas tan recientes como el año 1958.
En Pascua la ciudad realiza la procesión del "Uomo Vivo" a través de la ciudad. En marzo tiene lugar un desfile de caballos adornados desde Scicli hasta el vecino pueblo de Donnalucata. Sin embargo, el festival religioso más espectacular se efectúa en mayo, conocido como "A Maronna i Milici", que conmemora la aparición de la Virgen sobre un caballo blanco, llevando una espada en alto con la que protegió según la leyenda a los normandos en su victoria contra los sarracenos en 1091.

## Economía
La economía es mayormente agrícola, y la zona es conocida por sus muchos invernaderos, que producen "primizie" (fruta temprana), exportada a toda Italia. 